# Szomordok
Szomordok település Romániában, Kolozs megyében.

## Fekvése
Romániában, Kolozsvártól északnyugatra, Magyarszentpál mellett fekvő település.

## Története
Nevét az oklevelek 1260-ban említették Zomordog néven. 1283-ban Zomordok, 1329-ben Zumurduk néven írták. A település a Szomordoki nemesek birtoka volt.
1260 és 1270 között Myhedeus itteni birtokába V. István ifj. király Fülpös fiát Mycolát iktatta be.
1283-ban az idevaló nemesek birtokát a Kajátóhoz tartozó Máriatelekkel írják határosnak.
1315-ben Pál fia János itteni földjét körülírták. A Határjárás Szomordok északkeleti felére terjedt ki és részben egyezett a Kajántó-máriateleki határral.
1329-ben Szomordoki János, Miklós és Pál a Mikola fiakat(a Kemény rokonság őseit), Gergew-t és Mihályt vádolták hatalmaskodással, Pál falujának kifosztása miatt.
Még ugyancsak ez évben  Meynoldus fiai, Péter és János Szomordok egyharmadát tartozékaival együtt átadták Egyed fia János és Gergely, valamint Jakab fia Demeter birtokába.
1461-ben Szomordoki Domokos Kolozs vármegye alispánja volt.
1508-ban birtokosai Szilkeréki Gebárt, valamint a Pétertelki, Szomordoki, Bedenfi, Szucsáki, Gesztrágyi, Macskási, Budai családok voltak.